# Frederick Grey
Frederick Grey (Howick, 23 agosto 1805 – Sunningdale, 2 maggio 1878) fu un ufficiale della Royal Navy.

## Biografia
Era figlio di Charles Grey, II conte Grey e di Mary Elizabeth Ponsonby, figlia di William Ponsonby, I barone Ponsonby.
Già nel gennaio del 1819 si unì alla Royal Navy. Inizialmente si imbarcò sulla HMS Naiad nella Mediterranean Fleet come guardiamarina ed entrò in azione contro i pirati a Capo Bon in Tunisia nel 1824.
Promosso luogotenente il 7 aprile 1825 si trasferì sulla HMS Sybille nella Mediterranean Fleet e poi sulla HMS Volage in Sud America nel settembre del 1825.
Promosso a comandante il 17 aprile 1827, fu spostato sulla HMS Heron in Sud America.
Promosso a capitano il 19 aprile 1828, gli venne dato il comando della HMS Actaeon nella Mediterranean Fleet nel novembre del 1830, della HMS Jupiter nelle Indie orientali nell'agosto 1835 e poi della HMS Endymion nell'ottobre 1840.
Con la HMS Endymion Grey entrò in azione nella prima guerra dell'oppio e fu nominato compagno dell'ordine del Bagno il 24 dicembre 1842.
Nel 1846 sposò Barbarina Charlotte Sullivan ma la coppia non ebbe figli.
Grey prese il comando della HMS Hannibal nel marzo 1854 e trasportò 10,000 soldati francesi verso le Isole Åland prima di procedere verso Bosphorus dove fu dispiegato come principale agente dei trasporti durante la guerra di Crimea.
Promosso a contrammiraglio il 22 gennaio 1855 e ottenuta la nomina a cavaliere commendatore dell'ordine del bagno il 2 gennaio 1857, Grey divenne comandante in capo a Capo di Buona Speranza e dell'Africa occidentale.
Promosso a vice ammiraglio il 5 agosto 1861, Grey divenne Primo lord del mare nel secondo governo di Palmerston nel giugno del 1861.
In questo ruolo egli non cercò un posto politico come membro del parlamento quanto svolse la propria professione.
Pubblicò un piccolo trattato sull'amministrazione dell'ammiragliato descrivendo le riforme fatte dal 1861 al 1866. Affermò inoltre nella sua opera che tutte le promozioni e nomine navali dovrebbero non essere dettate da fini politici ma discusse ed approvate dai membri della marina del Admiralty Board su basi collettive.
Dopo la promozione a pieno ammiraglio il 24 aprile 1865 ed essere avanzato a cavaliere della Gran Croce dell'ordine del bagno il 28 marzo 1865, si dimise dal suo posto quando il secondo ministero di John Russell cadde nel luglio del 1866.
Grey visse a Lynwood House a Sunningdale nel Berkshire e ivi morì il 2 maggio 1878.

## Ascendenza
|                                     |               |                                             | Genitori                                  |  |  | Nonni |  |  | Bisnonni                |  |  | Trisnonni |  |
|                                     |               |                                             |                                           |  |  |       |  |  | Henry Grey, I baronetto |  |  | John Grey |  |
|                                     |               |                                             |                                           |  |  |       |  |  | Henry Grey, I baronetto |  |  | John Grey |  |
|                                     |               | Margaret Pearson                            |                                           |  |  |       |  |  | Henry Grey, I baronetto |  |  |           |  |
| Charles Grey, I conte Grey          |               |                                             |                                           |  |  |       |  |  | Henry Grey, I baronetto |  |  |           |  |
|                                     |               | Hannah Wood                                 | Thomas Wood                               |  |  |       |  |  |                         |  |  |           |  |
|                                     |               | Hannah Wood                                 | Thomas Wood                               |  |  |       |  |  |                         |  |  |           |  |
|                                     |               | Hannah Wood                                 | Jane Cooke                                |  |  |       |  |  |                         |  |  |           |  |
| Charles Grey, II conte Grey         |               | Hannah Wood                                 |                                           |  |  |       |  |  |                         |  |  |           |  |
|                                     |               | George Grey                                 | George Grey                               |  |  |       |  |  |                         |  |  |           |  |
|                                     |               | George Grey                                 | George Grey                               |  |  |       |  |  |                         |  |  |           |  |
|                                     |               | George Grey                                 | Alice Clavering                           |  |  |       |  |  |                         |  |  |           |  |
| Elizabeth Grey                      |               | George Grey                                 |                                           |  |  |       |  |  |                         |  |  |           |  |
|                                     |               | Elizabeth Ogle                              | Nathaniel Ogle                            |  |  |       |  |  |                         |  |  |           |  |
|                                     |               | Elizabeth Ogle                              | Nathaniel Ogle                            |  |  |       |  |  |                         |  |  |           |  |
|                                     |               | Elizabeth Ogle                              | Elizabeth Newton                          |  |  |       |  |  |                         |  |  |           |  |
| Frederick Grey                      |               | Elizabeth Ogle                              |                                           |  |  |       |  |  |                         |  |  |           |  |
|                                     | John Ponsonby | Brabazon Ponsonby, I conte di Bessborough   |                                           |  |  |       |  |  |                         |  |  |           |  |
|                                     | John Ponsonby | Brabazon Ponsonby, I conte di Bessborough   |                                           |  |  |       |  |  |                         |  |  |           |  |
|                                     | John Ponsonby | Sarah Margetson                             |                                           |  |  |       |  |  |                         |  |  |           |  |
| William Ponsonby, I barone Ponsonby | John Ponsonby |                                             |                                           |  |  |       |  |  |                         |  |  |           |  |
|                                     |               | Elizabeth Cavendish                         | William Cavendish, III duca di Devonshire |  |  |       |  |  |                         |  |  |           |  |
|                                     |               | Elizabeth Cavendish                         | William Cavendish, III duca di Devonshire |  |  |       |  |  |                         |  |  |           |  |
|                                     |               | Elizabeth Cavendish                         | Catherine Hoskins                         |  |  |       |  |  |                         |  |  |           |  |
| Mary Elizabeth Ponsonby             |               | Elizabeth Cavendish                         |                                           |  |  |       |  |  |                         |  |  |           |  |
|                                     |               | Richard Molesworth, III visconte Molesworth | Robert Molesworth, I visconte Molesworth  |  |  |       |  |  |                         |  |  |           |  |
|                                     |               | Richard Molesworth, III visconte Molesworth | Robert Molesworth, I visconte Molesworth  |  |  |       |  |  |                         |  |  |           |  |
|                                     |               | Richard Molesworth, III visconte Molesworth | Laetitia Coote                            |  |  |       |  |  |                         |  |  |           |  |
| Louisa Molesworth                   |               | Richard Molesworth, III visconte Molesworth |                                           |  |  |       |  |  |                         |  |  |           |  |
|                                     |               | Mary Jenney Ussher                          | William Ussher                            |  |  |       |  |  |                         |  |  |           |  |
|                                     |               | Mary Jenney Ussher                          | William Ussher                            |  |  |       |  |  |                         |  |  |           |  |
|                                     |               | Mary Jenney Ussher                          | Mary Jenney                               |  |  |       |  |  |                         |  |  |           |  |
|                                     |               | Mary Jenney Ussher                          |                                           |  |  |       |  |  |                         |  |  |           |  |